# Zimbabwe Broadcasting Corporation
Zimbabwe Broadcasting Corporation , nota anche con l'acronimo ZBC, è l'ente radiotelevisivo pubblico dello Zimbabwe. Trasmette dalla capitale Harare in inglese.

## Storia

### Epoca coloniale
La radio fu introdotta nell'allora Rhodesia Meridionale nel 1933, a Salisbury, attuale città di Harare, dalla Imperial Airways per il controllo via radio e per fornire le previsioni del tempo. Ma solo nel 1941 nacque la prima emittente vera e propria, con il nome di "Southern Rhodesia Broadcasting Service" (SRBS), per soddisfare le esigenze della popolazione dei coloni bianchi. Lo stesso anno fu fondato un secondo ente radiofonico, la Central African Broadcasting Station (CABS), per gli ascoltatori africani sia in Rhodesia Settentrionale (attuale Zambia) e Nyasaland (attuale Malawi) che in Rhodesia Meridionale.

In seguito alla creazione della Federazione della Rhodesia e del Nyasaland nel 1953, la SRBS fu rinominata "Federal Broadcasting Service" (FBS). Nel 1958 FBS e CABS furono fuse dando vita alla Federal Broadcasting Corporation of Rhodesia and Nyasaland (FBC).
Quando la Federazione fu sciolta, nel 1963, FBC fu altrettanto sciolta e ogni territorio ripristinò un proprio ente radiotelevisivo, che in Rhodesia Meridionale prese inizialmente il nome di Southern Rhodesian Broadcasting Corporation (SRBC). In seguito fu rinominata "Rhodesian Broadcasting Corporation" (RBC).
La televisione fu introdotta il 14 novembre 1960 a Salisbury e sette mesi dopo a Bulawayo. Fu il secondo servizio di radiotelevisione nell'Africa subsahariana dopo la Nigeria, e il primo nell'Africa meridionale.
Inizialmente era gestito dalla società privata Rhodesia Television (RTV) per conto di FBC e tra i soci di maggioranza c'erano aziende sudafricane come il gruppo editoriale Argus attraverso la sussidiaria Rhodesian Printing and Publishing Company, e serviva anche la Rhodesia Settentrionale fino alla sua indipendenza come Zambia. Altre società socie erano Davenport e Meyer, gestore anche di LM Radio, che aveva sede in Mozambico, a quel tempo colonia portoghese.
In seguito alla dissoluzione della FBC nel 1964, il governo della Rhodesia Meridionale cercò di prendere controllo di RTV attraverso RBC, inizialmente acquisendo il 5% del servizio, che divenne integralmente parte della RBC nel 1976. RBC TV era finanziata dalla pubblicità e da un canone. La ricezione del segnale TV era limitato alle città e ai paesi più grandi e la maggior parte degli ascoltatori era bianca.
A novembre 1965 il governo della minoranza bianca di Ian Smith dichiarò unilateralmente l'indipendenza della Rhodesia e impose una censura sia alla radiotelevisione che alla stampa; le posizioni chiave alla RBC furono gradualmente occupate da sostenitori del Fronte Rhodesiano, il partito al potere.
Il 1º gennaio 1965 RBC cessò di ripetere il telegiornale mattutino di notizie dal mondo della BBC rimpiazzandolo con uno della TV sudafricana South African Broadcasting Corporation (SABC), mentre le notizie del pomeriggio e della sera della BBC continuarono ad essere ripetute.
Il governo britannico, che riteneva quello rhodesiano illegittimo, iniziò a trasmettere i programmi della BBC nel Paese costruendo una stazione radio relé a Francistown, nell'allora Protettorato del Bechuanaland, attuale Botswana. Il governo della Rhodesia reagì costruendo clandestinamente un trasmettitore da 400.000 watt soprannominato “Big Bertha” per disturbare il segnale del più piccolo trasmettitore della BBC. Nel 1968 BBC cessò di trasmettere da Francistown e la stazione relé fu ceduta al governo del Botswana.
Parlando all'inaugurazione della nuova sede della RBC a Pocket Hill nel 1970, il Presidente della Rhodesia Clifford Dupont disse che pochi altri Paesi erano stati soggetti «a un tale ostruzionismo da parte di un'ostile propaganda via etere» e che la nuova sede avrebbe contribuito al successo di RBC «nel combattere questa insidiosa offensiva».
RBC offriva due servizi principali: General Service (o National Network), in lingua inglese, rivolto al pubblico bianco, e African Service, in inglese, shona e ndebele, rivolto al pubblico nero. L'azienda gestiva anche 3 stazioni radio comunitarie con un pubblico multirazziale: Radio Jacaranda (Salisbury), Radio Matopos (Bulawayo) e Radio Manica (Umtali). Nel 1975 fu creato un servizio in lingua ndebele operante fuori da Bulawayo, conosciuto come Radio Mthwakazi, utilizzando il famoso trasmettitore “Big Bertha”.
Quando l'opposizione armata al governo della minoranza bianca montò negli anni settanta, gli africani in Rhodesia passarono progressivamente alle trasmissioni radio ad onde corte dai Paesi confinanti, che trasmettevano programmi dei movimenti nazionalisti in esilio: la Zimbabwe African National Union's Voice of Zimbabwe trasmetteva dal Mozambico e la rivale Zimbabwe African People's Union's Voice of the Revolution dallo Zambia.
Per contrastare ciò RBC installò una stazione radio FM e, mentre il governo distribuiva apparecchi radio esclusivamente FM ai vari capi villaggio nelle aree rurali, RBC conduceva campagne di promozione degli apparecchi FM sottolineando che con essi non era necessario pagare un canone annuale e che invece l'audio delle radio ad onde corte risentiva del rumore statico e necessitava una continua risintonizzazione delle frequenze.
Nel 1979, in seguito all'adozione di una nuova costituzione, la Rhodesia cambiò nome in Zimbabwe Rhodesia e l'ente radiotelevisivo di Stato fu rinominato, in base ad un emendamento al Broadcasting Act, "Zimbabwe Rhodesia Broadcasting Corporation" (ZRBC). L'ente usò anche il nome di "Voice of Zimbabwe Rhodesia" (VZR).
Comunque, il governo di Abel Tendekayi Muzorewa non ottenne riconoscimento internazionale e in base al Lancaster House Agreement il Paese ritornò ufficialmente sotto la guida britannica, a dicembre 1979, come Rhodesia Meridionale, con il barone Christopher Soames come governatore. Nonostante questo, il nome di ZRBC rimase invariato. Solo il 28 marzo 1980, tre settimane prima dell'indipendenza, la parola "Rhodesia" fu finalmente tolta dal nome della società, passando all'attuale "Zimbabwe Broadcasting Corporation".

### Dall'indipendenza ad oggi
In seguito all'indipendenza del Paese i servizi radiofonici furono riorganizzati in tre stazioni distinte: Radio One, la principale, in inglese, guidata sostanzialmente da africani, con alcuni bianchi nelle posizioni chiave; Radio Two, che combinava i servizi da Harare e quelli di Radio Mthwakazi con trasmissioni nelle lingue shona e ndebele; e Radio Three, mirata alla popolazione sopra i 45 anni di tutte le etnie, che proponeva notizie, interviste e musica di tutti i generi. Radio Four fu fondata nel 1982 come stazione di programmi didattici.
Le sanzioni economiche internazionali che il Paese aveva patito a causa degli sconvolgimenti politici interni di quegli anni avevano lasciato la ZBC con attrezzature antiquate e difficili da riparare, visto che le apparecchiature per la tv in bianco e nero non si producevano più. Inoltre il servizio televisivo, adesso conosciuto come ZTV, copriva solo il 32% del territorio.
Pertanto, nel tardo 1982 si decise di iniziare la conversione al colore utilizzando lo standard PAL. A questa epoca gli utenti già in possesso di televisori a colori potevano guardare i programmi a colori importati dall'estero. La transizione fu completata nel 1984. Un secondo canale televisivo fu attivato nel 1986, anche se inizialmente solo nella capitale.
Anche se alcuni programmi erano in shona e ndebele, l'80% di essi restava in inglese, dei quali la maggior parte importati da Stati Uniti, Regno Unito e Australia. Nonostante la messa in onda di numerose produzioni straniere, negli anni ottanta la serie televisiva zimbabwese The Mukadota Family divenne la trasmissione più popolare. Altri programmi prodotti localmente includevano il telefilm in lingua shona Gringo Ndiani?, lo spettacolo musicale Mutinhimira Mimhanzi, in seguito conosciuto come Ezomgido, il talk show Madzinza e Zimbabwe, che si occupava della cultura tradizionale, e Psalmody, un contenitore di musica gospel in onda la domenica mattina.
Restando in vigore il Broadcasting Act, ZBC ereditò dalla vecchia RBC il monopolio di Stato della radiotelevisione, rimanendo sotto il controllo del Ministero dell'informazione. Gran parte del personale bianco lasciò ZBC dopo l'indipendenza; molti neri, tra coloro che li rimpiazzarono, avevano precedentemente lavorato per i servizi radiofonici gestiti dai movimenti nazionalisti in esilio in Zambia e in Mozambico.
I restanti giornalisti bianchi furono spinti a ignorare alcuni argomenti che mettevano in cattiva luce le politiche del nuovo Stato socialista, come i disordini in Polonia, a quell'epoca Paese comunista, la famiglia reale britannica e il leader comunista cinese Mao Tse-Tung, e anche i giornalisti neri furono soggetti alle pressioni del governo; nel 1989 due di loro furono sospesi dopo avere intervistato il docente universitario Kempton Makamure, che criticava le politiche di investimento del governo.
ZBC, negli anni che seguirono, fu accusata di avere dato molta enfasi al ruolo dell'Unione Nazionale Africana di Zimbabwe (ZANLA) di Robert Mugabe nella lotta per l'indipendenza e di avere ignorato il ruolo della rivale Unione Popolare Africana di Zimbabwe (ZIPRA) di Joshua Nkomo. Nel 1997 si scoprì che ZBC aveva anche distrutto un film d'archivio di ZIPRA risalente alla guerra.
Nel 1997 una riforma dell'emittenza spense il secondo canale pubblico autorizzando la nascita di Joy TV, la prima rete privata del Paese, sulla base di un contratto d'affitto con la ZBC. Nel 2002, però, Joy TV fu chiusa perché avrebbe violato il Broadcasting Services Act.
Il 28 aprile 2022, in epoca di tecnologia digitale, ZBC ha lanciato il primo canale televisivo dello Zimbabwe dedicato ai giovani, Jive TV.

## Servizi

### Radio
| Nome                                        | Sede     | Тipo                                                                    | Lancio | Lingua                |
| ------------------------------------------- | -------- | ----------------------------------------------------------------------- | ------ | --------------------- |
| ZBC National FM                             | Harare   | informazione e attualità                                                | 1933   | varie lingue indigene |
| Radio Zimbabwe                              | Harare   | generalista                                                             |        | shona e ndebele       |
| Power FM (precedentemente Radio 3/3FM)      | Harare   | musica pop                                                              |        | inglese               |
| Classic 263 (precedentemente Spot FM o SFM) | Harare   | sport, notizie e attualità                                              |        | inglese               |
| Khulumani FM                                | Bulawayo | per la provincia metropolitana di Bulawayo e la regione di Matabeleland |        | inglese               |
| 95.8 Central Radio                          | Gweru    | per la provincia metropolitana di Gweru                                 |        | inglese               |

Le stazioni radio locali offrono ogni ora giornali radio della durata di due minuti (dieci minuti nel fine settimana e nei giorni festivi).
I giornali radio vanno in onda in diretta su Classic 263 alle 7,00, alle 8,00, alle 13,00, alle 18,00 e alle 20,00 dal lunedì al venerdì.

### Televisione
| Nome      | Sede   | Тipo                          | Lancio                     | Lingua  |
| --------- | ------ | ----------------------------- | -------------------------- | ------- |
| ZBC TV    | Harare | generalista                   | 1963                       | inglese |
| Channel 2 | Harare | generalista                   | smantellato ad agosto 2015 | inglese |
| Jive TV   | Harare | programmi dedicati ai giovani |                            | inglese |
| ZBC News  | Harare | informazione                  |                            | inglese |

## Programmi
- Good Morning Zimbabwe, notiziario mattutino
- Nhau Indaba, notiziario all'ora di pranzo
- News Hour[57]
- Battle of the Chefs, reality show sul cibo

## Ricezione

### Terrestre
La televisione di Zimbabwe Broadcasting Corporation trasmette in standard DVB-T HD; la radio trasmette in AM e in FM.

### Satellite[58]
| Satellite          | Intelsat 20               | Eutelsat 7C               | Eutelsat 7B               | Intelsat 37e              |
| Posizione orbitale | 68.5° E                   | 7.0° E                    | 7.0° E                    | 18.0° W                   |
| Canali             | ZBC TV, ZBC News, Jive TV | ZBC TV, ZBC News, Jive TV | ZBC TV, ZBC News, Jive TV | ZBC TV, ZBC News, Jive TV |
| Frequenza          | 11474 H                   | 11044 V                   | 11356 H                   | 4016 R                    |
| SR                 | 30000                     | 45000                     | 35000                     | 4445                      |
| FEC                | 5/6                       | 5/6                       | 2/3                       | 2/3                       |
| Modulazione        |                           | QPSK                      | 8PSK                      |                           |

### Streaming
Zimbabwe Broadcasting Corporation in streaming